# Chambre (álbum)
Chambre é o álbum de retorno da banda japonesa Unicorn, lançado em 18 de fevereiro de 2009 e apareceu 15 vezes no ranking semanal da Oricon, chegando inclusive a alcançar a primeira posição por uma semana.
A banda Unicorn foi formada em 1986, onde continuaram até 1993 e retornaram em 2009, lançando Chambre que estreou no topo das paradas tornando-se o segundo grupo no Japão após Kaguyahime em 1978 a conseguir este feito.

## Faixas[1]
1. erro em {{japonês}}: Texto em japonês ou romaji necessário (ajuda)
2. erro em {{japonês}}: Texto em japonês ou romaji necessário (ajuda)
3. ＷＡＯ！
4. erro em {{japonês}}: Texto em japonês ou romaji necessário (ajuda)
5. erro em {{japonês}}: Texto em japonês ou romaji necessário (ajuda)
6. erro em {{japonês}}: Texto em japonês ou romaji necessário (ajuda)
7. erro em {{japonês}}: Texto em japonês ou romaji necessário (ajuda)
8. ＡＵＴＵＭＮ　ＬＥＡＶＥＳ
9. erro em {{japonês}}: Texto em japonês ou romaji necessário (ajuda)
10. ＢＬＡＣＫＴＩＧＥＲ
11. erro em {{japonês}}: Texto em japonês ou romaji necessário (ajuda)
12. Ｒ＆Ｒ　ＩＳ　ＮＯ　ＤＥＡＤ
13. erro em {{japonês}}: Texto em japonês ou romaji necessário (ajuda)
14. erro em {{japonês}}: Texto em japonês ou romaji necessário (ajuda)
15. ＨＥＬＬＯ